# Gastrotheca ossilaginis
Gastrotheca ossilaginis är en groddjursart som beskrevs av William Edward Duellman och Pablo J. Venegas 2005. Gastrotheca ossilaginis ingår i släktet Gastrotheca och familjen Hemiphractidae. IUCN kategoriserar arten globalt som otillräckligt studerad. Inga underarter finns listade i Catalogue of Life.